# 長野県道117号・新潟県道239号北野森宮野原停車場線
長野県道117号・新潟県道239号北野森宮野原停車場線（ながのけんどう117ごう・にいがたけんどう239ごう きたのもりみやのはらていしゃじょうせん）は、長野県下水内郡栄村から新潟県中魚沼郡津南町へ至る一般県道であった路線。長野県道507号・新潟県道239号秋山郷森宮野原停車場線が新たに路線認定されたことにより当路線は廃止された。

## 概要

### 路線データ
- 起点：長野県下水内郡栄村大字堺字北野
- 終点：長野県下水内郡栄村大字北信字森（飯山線森宮野原駅）

## 地理

### 通過する自治体
- 長野県下水内郡栄村
- 新潟県中魚沼郡津南町

（（起点）栄村 - 津南町 - 栄村（再通過）（終点））

### 交差する道路
- 長野県道407号長瀬横倉停車場線 - 長野県下水内郡栄村大字堺字長瀬 ※一部重複
- 新潟県道238号加用逆巻線 - 新潟県中魚沼郡津南町上郷宮野原 ※一部重複
- 国道117号 - 新潟県中魚沼郡津南町上郷宮野原 - 長野県下水内郡栄村大字北信字森（栄村役場入口交差点） ※一部重複